# القناة الفارسية
القناة الفارسية (بالفارسية: قنات ایرانی) القنوات هي إنفاق لنقل المياه من العيون والينابيع في أعالي الجبال والمرتفعات إلى الأراضي الزراعية والبلدات في حضيض الجبال وقيعان الأودية ويتم نقل الماء بالإستفادة من الجاذبية الأرضية دون استعمال آلات أو وسائط.
يتراوح طول القناة مابين 1 كلم إلى أكثر من سبعين كلم ومعدل تصريف الماء ما بين لتر واحد في الثانية إلى 500 لتر في الثانية.
تنتشر في إيران القنوات المائية على نِطاق واسع حتى بلغ عددها 37,000 قناة عام 2015 (بعد إن كان 50,000 في منتصف القرن العشرين) ويعود تأريخ إنشائها إلى 2700 سنة ماضية وتنتشر في المناطق الشرقية والوسطى لما تتصف به هذه المحافظات من مناخ جاف صحراوي وطبيعة جبلية تساعد في نقل المياه من الجبال والمرتفعات إلى الأراضي المنخفضة.
أدرجت إيران مجموعة من الإقنية التأريخية يبلغ عددها 11 قناة على اللائحة المؤقتة عام 2007، تنتشر هذه القنوات في ستة محافظات يعود تأريخ إنشائها إلى أزمنة مُختلفة ما بين 2700 إلى 200 سنة، وضعت على لائحة التراث العالمي خلال مؤتمر إسطنبول المُنعقد في 15 تموز يولية 2016 وهذه الأقنية هي:
1- قناة «قصبة» في بلدة الجنابذ ضمن محافظة خرسان رضوي وهي أقدم قنوات العالم حيث يعود تأريخ إنشائها إلى العهد الإخميني ما بين 500 إلى 700 قبل الميلاد. تعتبر أعمق وأطول القنوات في العالم وما تزال تعمل لحد الآن وتزوّد 40000 نسمة بالمياه من خلال شبكة أنفاق وإقنية يبلغ طولها 33113 متر تستقي الماء من 437 بئر يبلغ عمق أكبر هذه الآبار 360 م.
2- قناة «داريش» هي أطول قناة في العالم حيث يبلغ طولها 71 كيلومتر، يعود تأريخ إنشائها إلى ما قبل 2000 سنة. تقع القناة في مدينة حسن آباد ضمن محافظة خراسان الجنوبية.
3- قناة «بلده فردوس» وتقع في مدينة حسن آباد محافظة خراسان الجنوبية.تم حفر القناة قبل حوالي 600 عام ويبلغ طولها حوالي 15 كلم.
4- قناة«مون» في اردستان محافظة أصفهان وحُفرت هذه القناة قبل 800 عام، وميزتها أنها القناة الوحيدة في العالم التي تتألف من طبقتين تجري المياه في كل منهما بشكل مستقل، دون أن يحدث أي اختلاط أو نفوذ للماء من إحدى الطبقتين إلى الأخرى.
وتكون مياه الطبقة العليا من القناة مياه عذبة خفيفة وباردة، أما مياه الطبقة السفلية فهي أثقل، وليس هناك أي نفوذ أو رشح للمياه من الطبقة العليا إلى الطبقة السفلى.
5- "وزوان تقع في مدينة وزوان ضمن محافظة أصفهان يبلغ عمرها أكثر من 3000 عام وتتميز بوجود سد مقام عليها يمكنه تخزين كميات كبيرة من المياه ولفترات طويلة.
6- مزد آباد" في محافظة أصفهان فتمتلك ثلاثة سدود لتخزين المياه الجوفية يمكن أن يتم تخزين الماء فيها لمدة أربعة أشهر.
7-«آسياب آبي ميرزا نصر الله» في مهريز محافظة يزد.
8- «جوبار» محافظة كرمان
9- «أكبر آباد» في بم محافظة كرمان
10-«قاسم آباد» في بم محافظة كرمان.
11- «إبراهيم آباد» في آراك محافظة مركزي.